# Hebantia rigida
Hebantia rigida är en bladmossart som beskrevs av G. L. S. Merrill 1996. Hebantia rigida ingår i släktet Hebantia och familjen Polytrichaceae. Inga underarter finns listade i Catalogue of Life.